# Ворапой Петчкум
Ворапой Петчкум (нар. 18 травня 1981, Сураттхані) — таїладський боксер, срібний призер Олімпіади 2004, чемпіон Азійських ігор 2010.

## Боксерська кар'єра
У 2004 році на турнірі в Карачі пройшов кваліфікаційний відбір на Олімпійські ігри 2004.

### Виступ на Олімпіаді 2004
- У першому раунді змагань переміг Кім Вон Іл (Південна Корея)
- У другому раунді змагань переміг Хаважи Хацигова (Білорусь) — 33-18
- У чвертьфіналі переміг Нестора Болум (Нігерія) — 29-14
- У півфіналі переміг Агасі Мемедова (Азербайджан) — 27-19
- У фіналі програв Гільєрмо Рігондо (Куба) — 13-22

На Азійських іграх 2006 зазнав поразки в півфіналі від майбутнього переможця філіппінця Джоана Тіпона. Зустріч закінчилася з рахунком 13-13, але за додатковими показниками до фіналу пройшов Тіпон.
На чемпіонаті світу 2007 програв у другому бою.

### Виступ на Олімпіаді 2008
- У другому раунді змагань переміг Яхин Вітторіо Паррінелло (Італія) — 12-1
- У чвертьфіналі програв Янк'єлю Леону (Куба) — 2-10

На Азійських іграх 2010 провів 4 переможних поєдинки і завоював золоту нагороду.